# 弥沙乡
弥沙乡，是中华人民共和国云南省大理白族自治州剑川县下辖的一个乡镇级行政单位。

## 行政区划
弥沙乡下辖以下地区：
大邑村、弥新村、东庄村、西庄村、文新村和岩曲村。

## 中国传统村落
2013年8月，文新村岩洞小组、弥新村被评为第二批中国传统村落。